# Alfonso Adamuz Montilla
Alfonso Adamuz Montilla (Montalbán de Córdoba, 29 de junio de 1881-Fernán Núñez, 28 de noviembre de 1931) fue un literato, historiador, maestro, periodista y sacerdote español. Es principalmente conocido por su obra «¿Córdoba patria de Cervantes?», publicada en 1914 y reeditada en 2005, en la cual postula el posible origen cordobés de Miguel de Cervantes.
Este cordobés polifacético, el mayor de seis hijos de familia de pequeños agricultores, ingresó a temprana edad en el Seminario Mayor de San Pelagio de Córdoba, iniciando una carrera en la que compatibilizó la clerecía con la literatura y el periodismo. Destacó en temas como el cervantismo, la protección de las vías pecuarias (La Mesta), las sociedades económicas y los géneros biográfico e histórico.

## Biografía
Nació en Montalbán de Córdoba el 29 de junio de 1881 en el seno de una familia de pequeños agricultores y comerciantes que emigró en 1900 a la capital, Córdoba, con la firme misión de dar estudios a su prole.
En 1891 ingresa en el Seminario Conciliar de San Pelagio Mártir de Córdoba, donde por sus méritos se hizo acreedor de premios y becas. Entre 1902 y 1907, aún seminarista, es corresponsal de Montalbán de los diarios El Defensor y Diario de Córdoba. Sus crónicas revelan una parte inédita de la historia de su pueblo: las pertinaces sequías, las plegarias, el hambre, el paro, las pugnas entre ediles… En 1905 recibe su primer premio literario en unos juegos florales por su trabajo Cuento en prosa de costumbres cordobesas.
Tras cantar misa en 1908 en Montalbán, permanecerá cuatro años en Bullas (Murcia), dejando un interesante “dietario”, en el que refleja su economía personal, los óbolos regulares que enviaba a sus padres… y un sinfín de menesteres representativos de una época. De vuelta a Córdoba, desempeñó el puesto de capellán de la “Cocina económica” y del convento del Cister y ejerció como profesor del colegio Jesús Nazareno.
Alcanzó celebridad como cervantista al ser galardonado en los Juegos Florales de 1914 de Córdoba por su estudio ¿Córdoba patria de Cervantes,, compartiendo galardón con el célebre Francisco Rodríguez Marín. Los trabajos de ambos fueron reeditados con motivo del IV Centenario del Quijote en 2005
En los Juegos de 1915 es premiado por Apuntes biográficos de clérigos de la casa de Fernández de Córdoba,3 y Estudio sobre el alma andaluza, y nombrado “Académico correspondiente” de la Academia de Córdoba y secretario de la Comisión para el III Centenario de la muerte de Cervantes celebrado en 1916.
En el periodo de 1916 y 1918, fue párroco de Montalbán. Con posterioridad, se hace maestro, gana unas oposiciones, y ejerce su labor en la enseñanza y en una editorial cordobesa. Vuelve a escribir y recibe premios en Sevilla (1920) y Córdoba (Juegos Florales de 1921), que se plasman en sendos libros El Magisterio y el Problema social (hoy desaparecido) y El honrado Concejo de la Mesta y la Asociación de ganaderos del Reino,, prologado por Ricardo de Montis. De entonces es su estudio Hay que remozar las Sociedades Económicas
Durante el regeneracionismo de Primo de Rivera, ejerció el magisterio en los pueblos de Montemayor y Fernán Núñez, donde enseña y colabora en revistas y diarios cordobeses (La Voz y Diario de Córdoba), junto a un grupo de maestros nacionales, corresponsales de prensa y escritores locales. En Montemayor (1925-1928), fue teniente de alcalde, educador de los hijos del duque de Frías; escribe Montemayor, breves apuntes de geografía e historia, reeditado en 2008. Muere en Fernán Núñez el 28 de noviembre de 1931 a los cincuenta años tras una grave enfermedad.
Su obra saltó a la prensa en 1947 con motivo del IV Centenario del nacimiento de Cervantes, y, particularmente, a raíz del IV Centenario del Quijote en 2005

## Obra
- Cuento en prosa de costumbres cordobesas (1905)[3]
- ¿Córdoba patria de Cervantes? (1914)[1][5][2][3]
- Apuntes biográficos de clérigos de la casa de Fernández de Córdoba (1915)[1][3]
- Estudio sobre el alma andaluza (1915)[1][3]
- El Magisterio y el Problema Social (1920)[1][3]
- El Honrado Concejo de la Mesta y la Asociación de Ganaderos del Reino (1922)[1][3][6]
- Hay que remozar las Sociedades Económicas (1922)[3][7]
- Montemayor, breves apuntes de geografía e historia (1929)[1][3][8]